# DVB-T
DVB-T (kratica za "Digital Video Broadcasting - Terrestrial") europski je DVB standard za digitalnu zemaljsku televiziju. Za prijenos komprimiranog signala slike i zvuka koristi se MPEG uz COFDM modulaciju. U Hrvatskoj je digitalno emitiranje počelo 2002. godine. Godine 2006. na regionalnoj konferenciji o budućnosti digitalne televizije u Europi, Hrvatskoj je dodijeljeno osam multipleksa. Trenutno su aktivna tri multipleksa, od čega su dva nacionalna te jedan regionalni. Prednosti DVB-T-a su bolje iskorištenje frekvencijskog spektra, stalnost kvalitete slike sve dok su smetnje manje od određene razine i mogućnost uvođenja dodatnih usluga: superteletekst, elektronički programski vodič (EPG), slika širokog omjera 16:9 te slika visoke rezolucije (HDTV). Nedostataci su da je zbog digitalne kompresije nešto smanjena kvaliteta slike u odnosu na analognu u idealnim uvjetima i veća osjetljivost na određene vrste smetnji koje iznad razine koju sustav može kompenzirati mogu i potpuno onemogućiti prijam.

## DVB-T u Hrvatskoj
Prvo eksperimentalno emitiranje u digitalnoj tehnologiji započelo je 13. lipnja 2002. godine s odašiljača Sljeme. Nedugo nakon toga pušten je u rad i digitalni odašiljač na HRT domu. Krajem 2004. počelo se emitirati i s odašiljača Učka za područje Istre i Kvarnera. DVB-T odašiljači na Labinštici, Josipovcu i Srđu pušteni su u pogon u prosincu 2005., a u siječnu 2006. počelo je emitiranje s Ugljana. Krajem 2006. postavljen je odašiljač i na Vidovoj Gori. Time su najgušće naseljena područja Hrvatske bila pokrivena s ukupno 9 odašiljača.
Na regionalnoj konferenciji GE06 o budućnosti digitalne televizije u Europi, održanoj u lipnju 2006. u Ženevi, hrvatski stručnjaci i pregovarači iz HAKOM-a i OiV-a ostvarili su 100% uspjeh u svojim zahtjevima. Talijanska je strana bila protiv hrvatskih zahtjeva smatrajući da im je potreban veći broj frekvencija. Poučeni tadašnjim stanjem u emitiranju TV signala analognom tehnologijom gdje su gotovi sve frekvencije uz istočnu obalu Jadranskog mora bile ometana signalima iz Italije, hrvatska delegacija nije mogla pristati na takav zahtjev, te su izborili pravo na 8 digitalnih multipleksa. Nacionalnom pokrivenošću emitirat će se 7 kanala u UHF frekvencijskom području te 1 u VHF-III frekvencijskom području. Tadašnji broj od četiri programa na nacionalnoj razini, računalo se da bi mogao porasti na 40-ak.
Takva su očekivanja kasnije svedena na realne mogućnosti hrvatskog medijskog prostora, a i prodaja dijela UHF spektra (tzv. digitalna dividenda) telekom operatorima 2013. god. imala je utjecaja na to.
U listopadu 2007. započeo je pilot projekt "Digitalna Istra" kojim se omogućilo gledateljima u Istri kvalitetan prijem DVB-T signala s odašiljača Učka i desetak drugih repetitora na području Istarske županije. U isto vrijeme TV pretplatnicima u Istri dana je mogućnost kupovine DVB-T prijemika uz državnu subvenciju u iznosu od 200.00 kn.
Vlada Republike Hrvatske je 31. srpnja 2008. donijela nacionalni projekt prelaska na digitalno emitiranje programa, takozvanu "Switchover" strategiju Digitalna Hrvatska u sklopu koje su svi televizijski odašiljači prestali s emitiranjem u analognoj tehnologiji do 31.12.2010. godine. Cjelokupan proces je proveden vrlo uspješno i smatra se jednim od najkvalitetnije provedenih. 

### Digitalni multipleksi
U Hrvatskoj su se u digitalnom obliku na nacionalnoj razini emitirala tri multipleksa MUX A, MUX B i MUX D koji je bio razdijeljen i emitirao televizijske postaje u tri zasebna načina emitranja na nacionalnoj, regionalnoj i lokalnoj razini.
Slijedom Vladine strategije prelaska na digitalno emitiranje televizijskog signala Hrvatska agencija za poštu i elektroničke komunikacije (HAKOM) 28. siječnja 2009. raspisala je natječaj za operatora koji će emitirati prva dva multipleksa za područje Hrvatske. Na natječaj su se prijavili T-Com i Odašiljači i veze. Agencija je 24. travnja 2009. odlučila Odašiljačima i vezama izdati dozvole za desetogodišnje emitiranje signala prva dva multipleksa. U kolovozu 2010. Odašiljači i veze su dobili dozvolu i za nacionalno-regionalni-lokalni multipleks D. Odašiljači i veze su 26. siječnja 2010. godine pokrenuli emitiranje elektroničkog programskog vodiča. EPG se ispočetka emitirao samo za multipleks A u regiji D4 te u regijama u kojima je prelazak na digitalnu televiziju završen. Dana 30. lipnja 2010. godine EPG je aktiviran u svim digitalnim regijama za oba multipleksa A i B. Početkom 2011. multipleks D također dobiva EPG.
Nakon probnog emitiranja 23. srpnja 2012. u rad su pušteni i multipleksi C i E koji emitiraju u DVB-T2 tehnici. 

### Digitalne regije u Hrvatskoj
Završnom odlukom Ženevske konferencije Hrvatska je podijeljena u devet digitalnih regija.
| D01 - dio Osječko-baranjske županije - Vukovarsko-srijemska županija - dio Brodsko-posavske županije D02 - dio Bjelovarsko-bilogorske županije - Virovitičko-podravska županija - Požeško-slavonska županija - dio Brodsko-posavske županije - dio Osječko-baranjske županije - dio Sisačko-moslavačke županije D03 - Međimurska županija - Varaždinska županija - dio Koprivničko-križevačka županije - dio Bjelovarsko-bilogorske županije D04 - Grad Zagreb - Zagrebačka županija - dio Sisačko-moslavačke županije - Krapinsko-zagorska županija - dio Karlovačke županije | D05 - Istarska županija - dio Primorsko-goranske županije - dio Ličko-senjske županije D06 - dio Karlovačke županije - dio Ličko-senjske županije - dio Primorsko-goranske županije D07 - Zadarska županija - Šibensko-kninska županija - dio Ličko-senjske županije D08 - Splitsko-dalmatinska županija - dio Dubrovačko-neretvanske županije D09 - dio Dubrovačko-neretvanske županije |

### Digitalne lokalne podregije u Hrvatskoj
Napomena: Osim podregija d044-d045-d046, d072 i L-ZA ostale nisu imale niti jednu dodijeljenu koncesiju za emitiranje TV programa.
| d011 - Osijek - Antunovac - Čepin - Bizovac - Petrijevci - Darda d021 - Slavonski Brod - Gornja Vrba - Bebrina - Brodski Stupnik - dio općine Sibinj d031 - Čakovec - Varaždin - Mursko Središće - Selnica - Vratište - Belica - Gornji Mihaljevac - Sveti Juraj na Bregu - Šenkovec - Mala Subotica - Orehovica - Strahoninec - Nedelišće - Petrijanec - Maruševec - Vidovec - Beretinec - Sveti Ilija - Gornji Kneginec - Jalžabet - Trnovec Bartolovečki d044-d045-d046 - Grad Zagreb - Velika Gorica - Sveta Nedjelja - Stupnik - dio općine Samobor - Jastrebarsko - Klinča Sela - Krašić - Pisarovina - Karlovac - Lasinja - Ozalj - Žakanje - Draganić - Netretić - Duga Resa - Generalski Stol - Barilovići - Krnjak - dio općine Vojnić - Bosiljevo | d053 - Rijeka - Kostrena - Bakar - Kraljevica - Crikvenica - Omišalj - Dobrinj - Dubašnica - Malinska - Vrbnik - Krk - Moščenička Draga - Lovran - Kastav - Viškovo - dio općine Opatija - Vinodolska općina - Novi Vinodolski d054 - Pula - Medulin - Fažana - Vodnjan - Bale - Rovinj - Kanfanar d071 - Zadar - Nin - Poličnik - Zemunik Donji - Bibinje - Sukošan - Preko d072 - Šibenik d082 - Split - Solin - Kaštela - Podstrana - Dugi Rat - Trogir - Okrug - Šolta - Milna - Sutivan - Supetar - Nerežišća - Postira - Bol d091 - Dubrovnik L-ZA - Zaprešić - Bistra - Luka - Jakovlje - Dubravica - Pušća - Marija Gorica - Brdovec |

### Gašenje analognog emitiranja
Odašiljači i veze d.o.o. obavljaju uslugu odašiljanja televizijskog programa od 1956. godine. Do početka prijelaza na digitalno odašiljanje TV signala u Republici Hrvatskoj odašiljanje TV programa u analognoj tehnologiji obavljalo se s 368 objekata.
5. listopada 2010. izvršen je prijelaz na isključivo digitalno odašiljanje, a nakon toga u radu su ostali samo analogni odašiljači HTV1 i HTV2 za pokrivanje mjesta gdje nije moguće ostvariti prijam digitalnog signala HRT-a, tzv. "Analogni otoci" s odašiljačima HTV 1 i HTV 2, koji su isključeni zaključno s 30. rujnom 2011. Lokalno-regionalne mreže analognih odašiljača su isključene 31. prosinca 2010.

## HD televizija
HDTV je televizija visoke rezolucije i kvalitete zvuka. Mnoge televizijske kuće diljem svijeta emitiraju takve programe, uglavnom satelitskim putem. Za ovakvu kvalitetu programa potrebno je prenijeti daleko više podataka nego za "običnu" televiziju, pa se zato koristi MPEG-4 kodiranje slike. HD emitiranjem se prenosi i AC3 zvuk, odnosno Dolby Surround programi s višekanalnim zvukom. Početkom 2007. godine Hrvatska radiotelevizija pokrenula je HDTV program HRT HD. Program je bio eksperimentalnoj fazi i u početku se emitirao samo s jednog odašiljača, postavljenog na HRT domu. Tijekom 2008. godine mreža odašiljača se proširila, a HRT HD je postao dostupan i u drugim većim gradovima. Sredinom 2008. godine je na tom programu po prvi put prikazan sportski sadržaj u HD kvaliteti. Prikazana su dva najveća sportska događaja te godine: Europsko prvenstvo u nogometu te Olimpijske igare u Pekingu. Istekom dozvole za eksperimentalno emitiranje, u veljači 2011. HRT HD je ugašen. Nakon toga ponovno je u dva zasebna perioda prilikom ZOI u Sočiju i SP u nogometu održanog u Brazilu eksperimentalno uključivan HRT 2 HD program kako bi gledatelji mogli uživati u oštrijoj slici prilikom velikih sportskih natjecanja.

## Prednosti DVB-T-a
Prema preporuci Europske komisije sve članice EU-a morale su najkasnije do 2012. godine u potpunosti isključiti analogno i prijeći na digitalno emitiranje TV signala. 
Digitalna zemaljska televizija kvalitetom slike i zvuka nimalo ne zaostaje za digitalnom satelitskom televizijom jer je tehnologija prijenosta vrlo slična. DVB-T omogućava da se na jednoj frekvenciji, gdje se analognom tehnikom emitiranja mogao pratiti jedan sadržaj, emitira do 10 sadržaja u standardnoj kvaliteti. Uz televizijske programe moguće je pratiti i radio kanale.
Novosti u digitalnoj televiziji su superteletekst, koji je brži i interaktivniji od običnog teleteksta, EPG - elektronički programski vodič na kojem se može vidjeti raspored emitiranja programa i nešto informacija o emisijama. DVB-T donosi mogućnost prikaza i slike širokog omjera (widescreen - 16:9), u usporedbi s još uvijek mogućim prikazom 4:3.
Za prijam digitalne zemaljske televizije potrebna je ista antena kao i za analognu televiziju.
U slučaju kad se koristi zastarjeli TV prijamnik za analogni signal potreban je i STB (Set Top Box) - uređaj za prijem digitalne zemaljske televizije koji se spaja na postojeći analogni televizijski prijamnik.
Sve one smetnje koje su postojole s analognom zemaljskom televizijom su uklonjene. Nema više "snijega", duplih slika i miješanja signala. Da bi se mogli gledati digitalni programi, potrebno je primati barem toliko signala da se sadržaj može pratiti bez prekida. Nestankom signala ili njegovom degradacijom ispod minimalno potrebne razine slika će se "zamrznuti", počet će se javljati kvadratići, ili će se ekran zatamniti, što ovisi o opremi za prijam. Općenito, za prijam signala digitalne televizije dovoljna je niža razina EM polja u odnosu na signal emitiran analognom tehnologijom, dok i kvaliteta digitalnog signala degradirana na samo 30% osigurava kvalitetnu TV sliku.

## Tehnički opis DVB-T odašiljača
| Brzina prijenosa - bitrate (Mbit/s) DVB-T sistema na 8 MHz kanalima (UHF) | Brzina prijenosa - bitrate (Mbit/s) DVB-T sistema na 8 MHz kanalima (UHF) | Brzina prijenosa - bitrate (Mbit/s) DVB-T sistema na 8 MHz kanalima (UHF) | Brzina prijenosa - bitrate (Mbit/s) DVB-T sistema na 8 MHz kanalima (UHF) | Brzina prijenosa - bitrate (Mbit/s) DVB-T sistema na 8 MHz kanalima (UHF) | Brzina prijenosa - bitrate (Mbit/s) DVB-T sistema na 8 MHz kanalima (UHF) |
| Modulacija                                                                | Omjer koda                                                                | Zaštitni interval SFN mreže                                               | Zaštitni interval SFN mreže                                               | Zaštitni interval SFN mreže                                               | Zaštitni interval SFN mreže                                               |
| ------------------------------------------------------------------------- | ------------------------------------------------------------------------- | ------------------------------------------------------------------------- | ------------------------------------------------------------------------- | ------------------------------------------------------------------------- | ------------------------------------------------------------------------- |
| Modulacija                                                                | Omjer koda                                                                | 1/4                                                                       | 1/8                                                                       | 1/16                                                                      | 1/32                                                                      |
| QPSK                                                                      | 1/2                                                                       | 4.976                                                                     | 5.529                                                                     | 5.855                                                                     | 6.032                                                                     |
| QPSK                                                                      | 2/3                                                                       | 6.635                                                                     | 7.373                                                                     | 7.806                                                                     | 8.043                                                                     |
| QPSK                                                                      | 3/4                                                                       | 7.465                                                                     | 8.294                                                                     | 8.782                                                                     | 9.048                                                                     |
| QPSK                                                                      | 5/6                                                                       | 8.294                                                                     | 9.216                                                                     | 9.758                                                                     | 10.053                                                                    |
| QPSK                                                                      | 7/8                                                                       | 8.709                                                                     | 9.676                                                                     | 10.246                                                                    | 10.556                                                                    |
| 16-QAM                                                                    | 1/2                                                                       | 9.953                                                                     | 11.059                                                                    | 11.709                                                                    | 12.064                                                                    |
| 16-QAM                                                                    | 2/3                                                                       | 13.271                                                                    | 14.745                                                                    | 15.612                                                                    | 16.086                                                                    |
| 16-QAM                                                                    | 3/4                                                                       | 14.929                                                                    | 16.588                                                                    | 17.564                                                                    | 18.096                                                                    |
| 16-QAM                                                                    | 5/6                                                                       | 16.588                                                                    | 18.431                                                                    | 19.516                                                                    | 20.107                                                                    |
| 16-QAM                                                                    | 7/8                                                                       | 17.418                                                                    | 19.353                                                                    | 20.491                                                                    | 21.112                                                                    |
| 64-QAM                                                                    | 1/2                                                                       | 14.929                                                                    | 16.588                                                                    | 17.564                                                                    | 18.096                                                                    |
| 64-QAM                                                                    | 2/3                                                                       | 19.906                                                                    | 22.118                                                                    | 23.419                                                                    | 24.128                                                                    |
| 64-QAM                                                                    | 3/4                                                                       | 22.394                                                                    | 24.882                                                                    | 26.346                                                                    | 27.144                                                                    |
| 64-QAM                                                                    | 5/6                                                                       | 24.882                                                                    | 27.647                                                                    | 29.273                                                                    | 30.160                                                                    |
| 64-QAM                                                                    | 7/8                                                                       | 26.126                                                                    | 29.029                                                                    | 30.737                                                                    | 31.668                                                                    |

- U Hrvatskoj, za MUX A i MUX B (u nekim regijama i MUX D) koristili su se parametri; 64-QAM modulacija, omjer koda 3/4 i zaštitni interval 1/4, a za i nacionalno-regionalni MUX D; 64-QAM modulacija, omjer koda 5/6 i zaštitni interval 1/4.
- Lokalni MUX D emitirao je s parametrima 16-QAM modulacija, omjer koda 1/2 (zagrebačko područje 3/4) i zaštitni interval SFN mreže 1/8 (zagrebačko područje 1/4).

## Gašenje DVB-T-a
Prelazak na sustav DVB-T2 u Hrvatskoj trajao je od 27. listopada 2020. do 12. studenog 2020. godine.